# 国鉄タキ30200形貨車
国鉄タキ30200形貨車（こくてつタキ30200がたかしゃ）は、かつて日本国有鉄道（国鉄）及び1987年（昭和62年）4月の国鉄分割民営化後は、日本貨物鉄道（JR貨物）に在籍した私有貨車（タンク車）である。
本形式と同じ専用種別のタサ5900形についても本項目で解説する。

## タキ30200形
本形式は、液化モノメチルアミン専用の25t積タンク車として1977年（昭和52年）2月23日から1979年（昭和54年）12月14日にかけて3ロット3両（オタキ30200 - オタキ30202）が、日本車輌製造1社にて製作された。
記号番号表記は特殊標記符号「オ」（全長 16 m 以上）を前置し「オタキ」と標記する。更にタンク体右側形式番号上に「連結注意」が標記された。
液化モノメチルアミンを専用種別とする形式には、他にはタサ5900形の1形式があるのみである。（後述）
1979年10月より化成品分類番号「毒燃(G)26・3」（毒性の物質、燃焼性の物質、高圧ガス、高圧ガス、毒性のあるもの、可燃性のもの）が標記された。専用種別の「液化モノメチルアミン」は赤色、「毒」は黒色、「燃」は赤色、「(G)26・3」は白色でそれぞれ標記されている。
落成時の所有者は、東京化成品、三菱瓦斯化学（現在の三菱ガス化学）、日本石油輸送の3社であり、その常備駅は、白新線の新崎駅、福島県の郡山駅であった。1987年5月に1両（オタキ30200）が三菱瓦斯化学へ名義変更され、本形式所有者は2社体制になった。
荷役方式は、マンホール弁式であり、塗色は、灰色（ねずみ色1号）、全長は16,100mm、全幅は2,500mm、全高は3,820mm、台車中心間距離は12,000mm、実容積は42.2m3、自重は24.0t、換算両数は積車5.0、空車2.4、台車はTR211B又はTR216Bであった。
1987年4月の国鉄分割民営化時には全車（3両）がJR貨物に継承されたが、1995年（平成7年）9月に最後まで在籍した2両（オタキ30200, オタキ30201）が廃車となり、同時に形式消滅となった。
最後まで在籍したオタキ30200, オタキ30201の末期は新崎駅構内に留置され休車状態が続いていた。

### 年度別製造数
各年度による製造日、製造会社、両数、所有者は次のとおりである。（所有者は落成時の社名）
- 昭和51年度 - 1両
  - 1977年（昭和52年）2月23日 日本車輌製造 1両 東京化成品（オタキ30200）
- 昭和53年度 - 1両
  - 1978年（昭和53年）4月24日 日本車輌製造 1両 三菱瓦斯化学（オタキ30201）
- 昭和54年度 - 1両
  - 1979年（昭和54年）12月14日 日本車輌製造 1両 日本石油輸送（オタキ30202）

## タサ5900形
1969年（昭和44年）4月22日にタサ4100形より2両（タサ4239, タサ4130→タサ5900, タサ5901）の専用種別変更改造（液化アンモニア→液化モノメチルアミン）が日本車輌製造にて行われ、形式名は新形式であるタサ5900形として落成した。同年10月21日に1両（タサ4134→タサ5902）が同じく日本車輌製造にて追加改造され合計3両（タサ5900 - タサ5902）が運用された。
落成時の所有者は、日東化学工業、日本瓦斯化学工業（その後合併により三菱瓦斯化学に社名変更）の2社であり、その常備駅は、東海道本線貨物支線（通称、高島線）の新興駅、白新線の新崎駅であった。
荷役方式は、マンホール弁式であり、塗色は、灰色（ねずみ色1号）、全長は16,000mm、全幅は2,400mm、全高は3,850mm、台車中心間距離は11,900mm、実容積は33.4m3、自重は30.0t、換算両数は積車5.0、空車3.0、台車はTR41Cであった。
1978年に三菱瓦斯化学所有の2両（タサ5901, タサ5902）が廃車となり、以降の運用はタキ30200形に託された。
1985年（昭和60年）12月26日に最後まで在籍した1両（タサ5900）が廃車となり、同時に形式消滅となった。

### 年度別製造数
各年度による製造日、改造会社、両数、所有者は次のとおりである。（所有者は落成時の社名）
- 昭和44年度 - 3両
  - 1969年（昭和44年）4月22日 日本車輌製造 1両 日東化学工業（タサ5900）
  - 同年4月22日 日本車輌製造 1両 日本瓦斯化学工業（タサ5901）
  - 同年10月21日 日本車輌製造 1両 日本瓦斯化学工業（タサ5902）